# Jazz violino

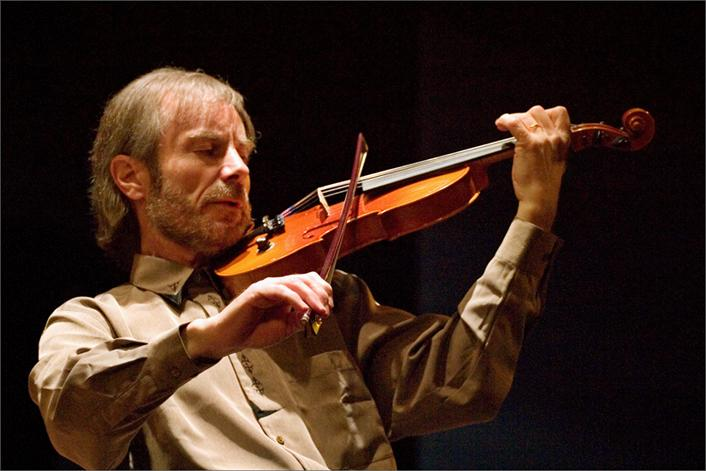
Il violinista jazz francese Jean-Luc Ponty è un artista fusion jazz-rock

Jazz violino è l'uso del violino o del violino elettrico per improvvisare linee soliste. I primi violinisti jazz comprendevano: Eddie South, che suonava il violino con i Dixielanders di Jimmy Wade a Chicago; Stuff Smith e Claude "Fiddler" Williams. Joe Venuti era popolare per il suo lavoro con il chitarrista Eddie Lang durante gli anni '20. I violinisti improvvisatori includono Stéphane Grappelli e Jean-Luc Ponty. Nella jazz fusion, i violinisti possono usare un violino elettrico collegato a un amplificatore da strumentazione con effetti elettronici.

## Dal violino swing al bebop

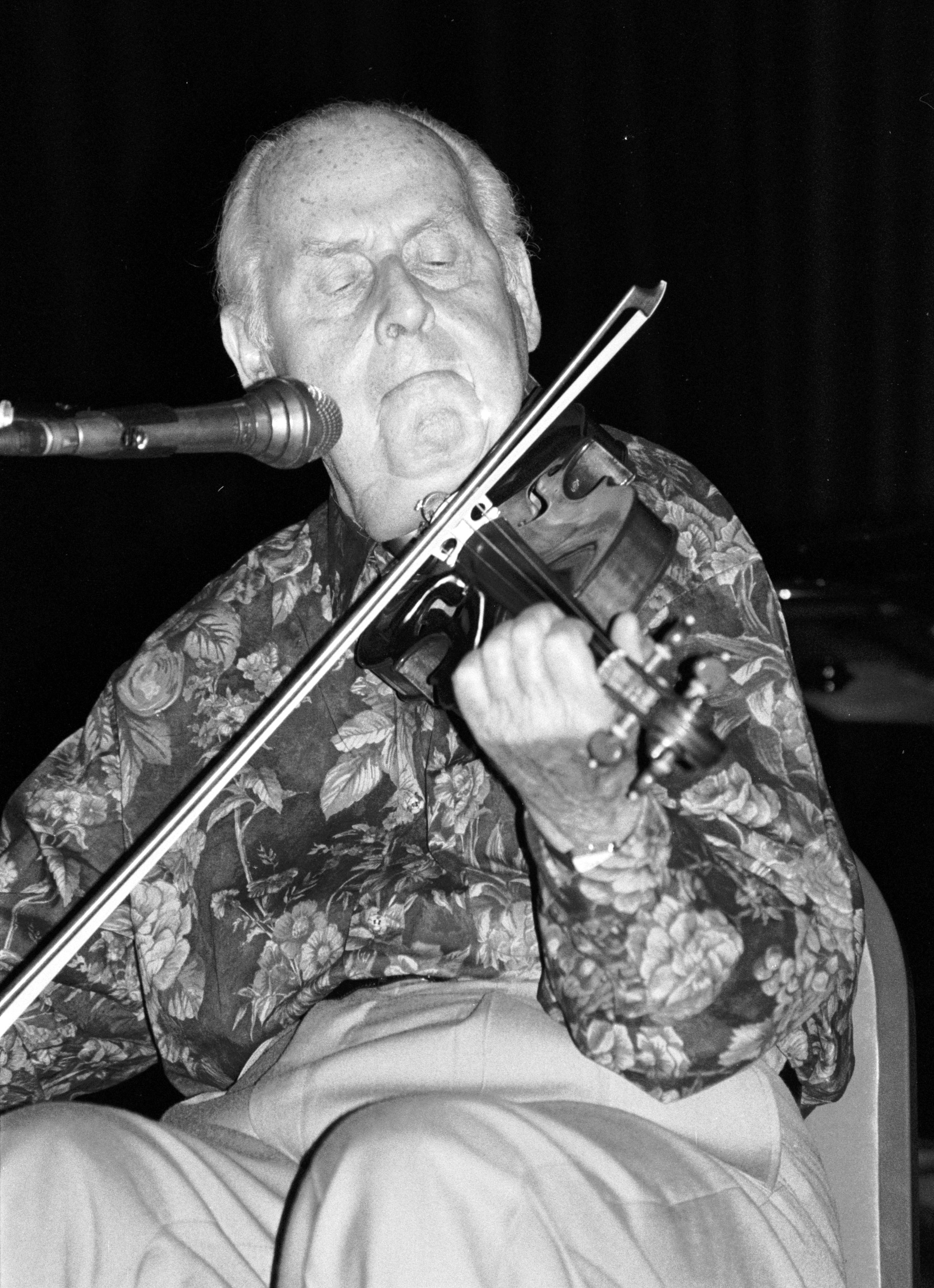
Stéphane Grappelli fondò il gypsy jazz Quintette du Hot Club de France con il chitarrista Django Reinhardt prima della seconda guerra mondiale.

Il violino jazz iniziò a New Orleans nei primi anni del 1900. Gli arrangiamenti per orchestre ragtime avevano parti per violini in cui erano importanti come gli altri strumenti. Il violino era uno strumento principale nelle registrazioni di A.J. Piron, il cui trombettista Peter Bocage suonava anche il violino. Alphonso Trent e Andy Kirk impiegarono violinisti nelle loro bande territoriali. Stuff Smith suonò il violino come membro della band di Trent negli anni '20 e armeggiava con mezzi acustici ed elettrici per aumentare il volume dello strumento. Claude Williams alternava chitarra e violino quando era membro dell'orchestra di Count Basie. A Chicago Eddie South era violinista e direttore musicale per Jimmy Wade. South era accompagnato da Juice Wilson quando entrambi erano membri della band Freddie Keppard. Il violino è uno strumento su cui Edgar Sampson si esibiva come membro della band di Fletcher Henderson negli anni '30. Angelina Rivera era una violinista di formazione classica che ha lavorato con Josephine Baker e Spencer Williams. W. C. Handy diresse un'orchestra con una sezione di tre violini che comprendeva Darnell Howard. L'orchestra jazz di Paul Whiteman aveva una sezione di archi guidata da Matty Malneck. Le band di Artie Shaw, Tommy Dorsey ed Earl Hines avevano sezioni di archi, sebbene non improvvisassero. Tra i bandleader che erano anche violinisti figuravano Leon Abbey, Clarence Black, Carroll Dickerson e Erskine Tate.

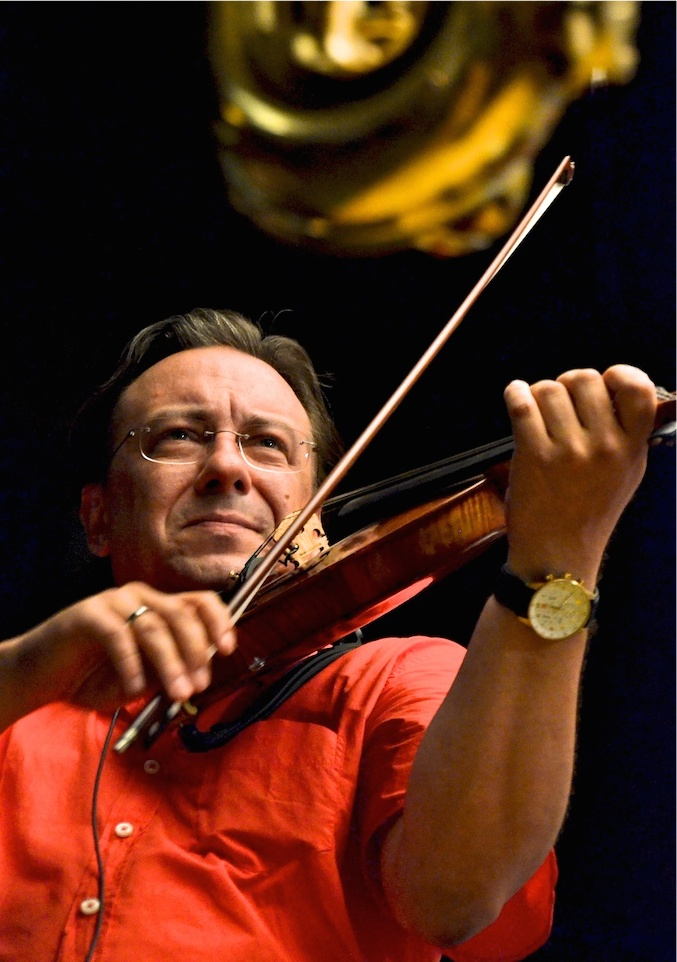
Adam Taubitz ha fondato il Berlin Philharmonic Jazz Group.

Il violino divenne uno strumento solista nel jazz in gran parte grazie agli sforzi di Stuff Smith, Eddie South, Stephane Grappelli e Joe Venuti. Venuti faceva parte di un popolare duo con il chitarrista Eddie Lang a partire dal 1920. Grappelli era un membro del gruppo gypsy jazz Quintette du Hot Club de France con il chitarrista Django Reinhardt. Nel 1930, quando lo swing era dominante, altri violinisti includevano Darnell Howard, Ray Nance, Ray Perry, Svend Asmussen, e Michel Warlop. Perry e Ginger Smock hanno fornito un collegamento dal violino swing al bebop. Esempi di violino bop negli anni '50 includono Dick Wetmore e Harry Lookofsky, che era nellaNBC Symphony Orchestra diretta da Arturo Toscanini. Jean-Luc Ponty ha suonato il violino bop nel 1960 come ha fatto Elek Bacsik nel 1970.
Il violino è ben rappresentato nel jazz moderno e nella musica improvvisativa. Mark Feldman è uno dei principali interpreti del violino jazz moderno e contemporaneo, insieme a Scott Tixier, Mat Maneri e Jean-Luc Ponty. Adam Taubitz ha fondato il Berlin Philharmonic Jazz Group. Con questo gruppo ha suonato, e suona tuttora, come solista alla tromba e al violino in Europa e in Estremo Oriente. Regina Carter appare regolarmente nei sondaggi dei lettori e dei critici alla rivista Downbeat mentre suona in uno stile terroso, influenzato dal R&B. Nel jazz gitano, tra i violinisti contemporanei troviamo Florin Niculescu, rumeno, Tcha Limberger belga e il violinista e chitarrista francese Dorado Schmitt.

## Amplificazione elettrica

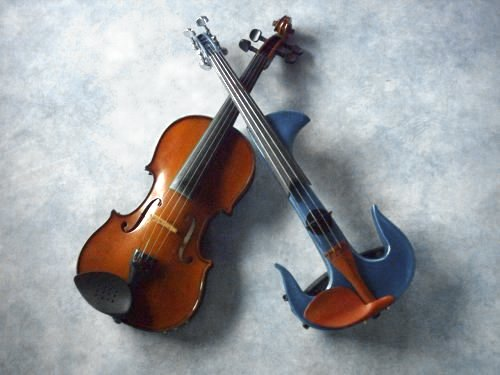
Un violino standard e un violino elettrico con corpo tagliato

Le grandi band sono rumorose, ma il violino è silenzioso. Una persona che affrontò il problema fu Augustus Stroh, che nel 1890 inventò il violino Stroh ispirato al grammofono, con un corno collegato per proiettare il suono. Negli anni '30, Stuff Smith sperimentò l'amplificazione elettrica. Dal 1980 è stato utilizzato un violino elettrico in cui è stato incorporato un trasduttore nello strumento.
L'attrazione di Jean-Luc Ponty per il jazz fu influenzata da Miles Davis e John Coltrane, che lo portarono al violino elettrico. Il critico Joachim Berendt scrisse: "Da Ponty, il violino jazz è stato uno strumento diverso" e paragonò il suo fraseggio a quello di Coltrane.